# Eneti
Gli Eneti vengono citati da Omero come guerrieri a fianco dei Troiani contro gli Achei di Agamennone. 
Dopo la morte in battaglia del loro comandante Pilemene  secondo i Nóstoi, da questo popolo originario della Paflagonia sarebbero discesi i Veneti: fuggiti insieme ad Antenore e al giovane principe di Meonia Mestle trovarono una nuova patria nelle attuali Venezie intorno al 1100/1200 a.C., fondando Padova nel 1183 a.C.. Quasi mille anni più tardi entrarono gradualmente e pacificamente nell'orbita romana.
Verso la fine della prima guerra mitridatica (85 a.C.), il consolare Lucio Cornelio Silla, in attesa di ricevere una risposta da Mitridate VI sulla sua resa, condusse contro di loro e le vicine popolazioni di Dardani e Sinti, una campagna militare, devastandone i loro territori, poiché in passato avevano invaso i territori romani della vicina provincia di Macedonia.